# Papiu Ilarian
Papiu Ilarian (vroeger Budiu de Câmpie; Hongaars: Mezőbodon) is een comună in het district Mureş, Transsylvanië, Roemenië. De gemeente vormt met haar etnisch Hongaarse bevolking een enclave in een verder Roemeenstalige omgeving. 
De gemeente is opgebouwd uit vijf dorpen, namelijk:
- Dobra (Hongaars: Dobratanya)
- Merişoru (Hongaars: Bugusalja)
- Papiu Ilarian (Hongaars: Mezőbodon)
- Şandru (Hongaars: Sándortelep)
- Ursoaia (Hongaars: Urszajatelep)

## Naam
De eerste geschreven vermelding van het dorp komt uit 1332, en wordt vermeld als Budun (Hongaars: Bodon). Het prefix Mező (dat veld betekent) in zijn Hongaarse naam Mezőbodon, verwijst naar de subregio Mezőség waarin het ligt. De Roemeense politicus Alexandru Papiu Ilarian is hier geboren in 1828. Dit is in 1925 de reden voor de Roemeense regering om
het dorp (en de gemeente) naar hem te vernoemen en de historische naam Budiu de Câmpie (een vertaling van het Hongaarse 'Mezőbodon') te vervangen. 

## Demografie
In 2002 telde het dorp zo'n 1.013 inwoners, in 2007 waren dat er nog 999. Dat is een daling van 14 inwoners (-1,4%) in vijf jaar tijd. De comună heeft een Hongaarse meerderheid. Volgens de volkstelling van 2007 had het dorp zo'n 999 inwoners van wie er 561 (56,1%) Hongaren zijn.